# Штральзундская ратуша
Штральзундская ратуша (нем. Stralsunder Rathaus) — ратуша в городе Штральзунд.
Здание ратуши построено в XIII веке и является одним из образцов кирпичной готики. Находится на площади Старый Рынок рядом с церковью Святого Николая.
Точное начало строительства ратуши неизвестно, датируется около 1250 годом. Первые записи о действующей ратуше датированы 1271—1278 годами. Сначала здание использовалось как торговое помещение, подвал и чердаки использовались под склады. В XIV веке, до 1340 года, здание было расширено, а фасад украсили статуями и гербами. В XVI веке в восточном крыле была построена винтовая лестница, в западном крыле — деревянная лестница на чердак, позже, в 1579 году, была сооружена и каменная лестница в стиле Ренессанс. 12 июня 1680 года произошёл пожар, сгорели деревянные крыша и галерея во дворе. Позже крышу покрыли черепицей. В декабре 1782 года случился новый пожар, но без серьёзных повреждений. В 1881 году началась реконструкция под руководством Эрнста фон Хасельберга, была снята штукатурка и ратуша приняла более средневековый вид.
В настоящее время в ратуше располагается городская администрация, бюргершафт и ЗАГС.

## Интересные факты
Штральзундская ратуша была изображена на 10-пенсовой почтовой марке Deutsche Post в ГДР и на 70-центовой от Deutsche Post.